# لوثرية
اللوثرية فرع من أكبر فروع البروتستانتية التي تنتسب إلى تعاليم مارتن لوثر، المجدد الألماني، الذي بدأ بجهوده لتجديد اللاهوت والنظام الكنسي الإصلاح البروتستانتي. قسمت ردود أفعال السلطات الحكومية والكنسية على انتشار كتاباته، التي كان أولها القضايا الخمس والتسعون، المسيحية الغربية. في أيام الإصلاح، أصبحت اللوثرية دين الدولة في دول عديدة في شمال أوروبا، لا سيما في شمال ألمانيا وفي الدول النورديّة. أصبح رجال الدين اللوثريون موظفين مدنيين وأصبحت الكنائس اللوثرية جزءًا من الدولة.
أصبح الانقسام بين اللوثريين والرومان الكاثوليكيين معلنًا واضحًا في مرسوم وورمز عام 1521: أدانت أحكام المجلس لوثر وحظرت على مواطني الإمبراطورية الرومانية المقدسة الدفاع عن آرائه ونشرها، وعرضت أنصار اللوثرية لخسارة كل أملاكهم، على أن يعطى نصفها للحكومة الإمبراطورية، ونصفها الباقي للطرف الذي يشتريها في المزاد.
كان الانقسام مرتكزًا على نقطتين: أولهما مصدر سلطة الكنيسة الصحيح، ويسمى هذا المبدأ المنهجي للإصلاح، والثاني هو عقيدة التبرير، وتسمى المبدأ المادي للاهوت اللوثري. تدعم اللوثرية عقيدة التبرير «بالنعمة وحدها وبالإيمان وحده وعلى أساس الكتاب وحده»، وعقيدتهم أن الكتاب المقدس هو السلطة النهائية في كل قضايا الإيمان. يخالف هذا اعتقاد الكنيسة الرومانية الكاثوليكية، التي عُرِّفت في مجلس ترنت، وفيها أن السلطة الدينية تأتي من الكتاب المقدس ومن التقليد.
خلافًا للكالفينية، يحافظ اللوثريون على بعض الشعائر القداسية والتعاليم الأسرارية للكنيسة السابقة للإصلاح، وعندهم اهتمام خاص بالأفخارستيا، أو سر التناول. يختلف اللاهوت اللوثري عن اللاهوت المصلَح في عقيدته في المسيح، والنعمة الإلهي، وهدف شريعة الله، ومفهوم مثابرة القديسين، والقدر.

## العقيدة

### الكتاب المقدس
تقليديا، يعتقد اللوثريون أن الكتاب المقدس بعهديه القديم والجديد هو الكتاب الوحيد الموحى، والمصدر الوحيد لوحي الله، والنمط الوحيد للتعليم المسيحي. الكتاب المقدس وحده هو المبدأ الرسمي للإيمان، والسلطة النهائية لكل قضايا الإيمان والأخلاق بفضل وحيانيته وسلطانه ووضوحه وفعاليته وكفايته.
تُحُديت سلطة الكتاب المقدس في تاريخ اللوثرية. علم مارتن لوثر أتباعه أن الكتاب المقدس هو كلمة الله المكتوبة، والدليل الوحيد الموثوق به في مسائل الإيمان والشعائر. واعتقد أن لكل فقرة في الكتاب المقدس معنًى واحدًا واضحًا، وهو المعنى الحرفي كما فُسر بفقرات أخرى من الكتاب. قبلت اللوثرية الأرثوذكسية في القرن السابع عشر هذه التعاليم. في القرن الثامن عشر، ناصرت العقلانية سلطة العقل لا سلطة الكتاب المقدس باعتبارها المصدر النهائي للمعرفة، ولكن معظم العلمانيين لم يقبلوا هذا الرأي العقلاني. في القرن التاسع عشر، أكد اجتماع إحيائي ديني مرة أخرى على سلطة الكتاب المقدس وموافقة العقائد اللوثرية.
يختلف اللوثريون اليوم في مسألة وحيانية الكتاب المقدس وسلطته. يستعمل المحافظون لاهوتيا الطريقة التاريخية النحوية في تفسير الكتاب المقدس، أما اللبراليون لاهوتيا فيستعملون الطريقة النقدية العليا. في عام 2008، أجرى مركز بيو للأبحاث في الولايات المتحدة استطلاع المشهد الديني، واستطلع رأي 1,926 بالغًا ينتسبون إلى اللوثرية. وجدت الدراسة أن 30% منهم يعتقد أن الكتاب المقدس هو كلمة الله التي ينبغي أن تؤخذ حرفيا كلمة بكلمة. واعتقد 40% منهم أن الكتاب المقدس كلمة الله، ولكنه ليس صحيحًا حرفيا، أو كانوا غير متيقنين من أنه صحيح حرفيا. واعتقد 23% أن الكتاب المقدس من كتابة البشر وليس كلمة الله. وكان للباقين (7%) آراء أخرى، أو أنهم لم يعرفوا أو لم يكونوا متيقنين.

#### الوحي
مع أن كثيرا من اللوثريين اليوم عندهم آراء غير دقيقة عن الوحي، فإن اللوثريين تاريخيا أمدوا أن الكتاب المقدس لا يحوي كلمة الله فحسب، بل كل كلمة فيه كلمة الله المباشرة بلفظها، لأن الوحي كان تاما لغويا. ورد في الدفاع عن عقيدة أوغسبورغ أن الكتاب المقدس هو كلمة الله وأن الروح القدس هي مؤلف الكتاب المقدس. لهذا، يقر اللوثريون في صيغة الوفاق: «نتسلم الكتب المقدس النبوية والرسولية في العهدين الجديد والقديم ونعتنقها بجميع قلوبنا، بوصفها ينبوع إسرائيل الصافي النقي». لم يكتب الكتب المنحولة (الأبوكريفية) الأنبياء ولا هي من عمل الوحي، بل إن فيها أخطاءً، ولم ترد في القانون اليهودي الذي استعمله يسوع، ومن ثم فليست من الكتاب المقدس. أما الكتب النبوية والرسولية فهي أصيلة وردت كما كتبها النبيون والرسل. الترجمة الصحيحة لكتبهم في الكتاب المقدس، تعد كلمة الله أيضًا، لأن لها المعنى نفسه في العبرية والإغريقية. أما الترجمة الخاطئة فليست كلمة الله، وليس لسلطة بشرية أن تظهرها بهذا المظهر.

#### الوضوح
تاريخيا، اعتقد اللوثريون أن الكتاب المقدس يقدم كل العقائد والأوامر الدينية المسيحية بوضوح. وإلى جانب هذا، اعتقد اللوثريون أن كلمة الله متاحة مجانًا لكل قارئ أو سامع له ذكاء عادي، ولا حاجة في ذلك لتعليم خاص. على اللوثري أن يفهم اللغة التي يقدم بها الكتاب المقدس، ولا ينبغي له أن ينشغل بالخطأ فيها انشغالًا يمنعه من الفهم. لذا، لا يعتقد اللوثريون أنه يجب عليهم أن ينتظروا أي رجل دين أو بابا أو عالم أو مجلس مسكوني لشرح المعنى الحقيقي لأي جزء من الكتاب المقدس.

#### الفعالية
يعتقد اللوثريون أن الكتاب المقدس متحد بقوة الروح القدس، وبها يُطلب ويكون قبول تعاليمه. وينتج هذا التعليم الإيمان والطاعة. وليس الكتاب المقدس كلامًا ميتًا، بل إن قوة الروح القدس كامنة فيه. لا يفرض الكتاب المقدس قبولًا عقليا لعقيدته، قائمًا على الاستدلال المنطقي، بل يخلق في النفس القبول الحي للإيمان. كما أكدت بنود سمالكالد «في القضايا المتعلقة بالكلمة المقولة الظاهرة، لا بد أن نعتقد اعتقادًا جازمًا بأن الله لم يعط روحه القدس ونعمته لأحد، إلا من خلال الكلمة الظاهرة أو معها».

#### الكفاية
اللوثريون مطمئنون إلى أن الكتاب المقدس فيه كل شيء يحتاج إلى معرفته المرء ليبلغ الخلاص ويعيش حياة مسيحية. وليس في الكتاب المقدس صعوبات تحتاج إلى ملئها بالتقاليد، ولا بتصريحات البابا، ولا بالوحي الجديد، ولا بتطوير العقيدة الجديد.

#### الشريعة والإنجيل
يفهم اللوثريون أن الكتاب المقدس فيه نوعان من المحتوى، هما الشريعة والإنجيل (أو الشريعة والبشارات). ويعتقدون أن التمييز الصحيح بين الشريعة والإنجيل يمنع غموض تعاليم الإنجيل في شأن التبرير بالنعمة والإيمان وحده.

### الاعترافات اللوثرية
يحوي كتاب الوفاق المنشور عام 1580 عشر وثائق يعتقد بعض اللوثريين أنها تفسيرات إيمانية ذات سلطة للكتاب المقدس. إلى جانب العقائد المسكونية الثلاث، التي تعود إلى أيام الرومان، يحوي كتاب الوفاق سبع وثائق عقدية تصوغ اللاهوت اللوثري في فترة الإصلاح.
لا تتفق الآراء العقدية للكنائس اللوثرية على كل شيء لاختلاف مكانة كتاب الوفاق بينها. فعلى سبيل المثال، لا تقر الكنائس الحكومية في إسكندنافيا إلا بعقيدة أوغسبورغ بوصفها «خلاصة للدين» إلى جانب العقائد المسكونية الثلاث. أما القساوسة والمجامع والكنائس اللوثرية في ألمانيا والأمريكتين فتتفق على التعليم بما ينسجم مع كل العقائد اللوثرية. تتطلب بعض الكنائس اللوثرية أن يكون هذا الالتزام غير مشروط لأنهم يعتقدون أن العقائد هذه تصف تعاليم الإنجيل الوصف الصحيح. وتسمح بعض الكنائس الأخرى لمجامعها أن تلتزم بالعقائد ما دامت العقائد متفقة مع الكتاب المقدس.
بالإضافة إلى هذا، يقبل اللوثريون تعاليم أول سبعة مجامع للكنيسة المسيحية. ورد في عقيدة أوغسبورغ أن «الدين الذي علمه لوثر لأتباعه ليس جديدًا، بل هو الدين الكاثوليكي الحق، وإن كنائس أتباع لوثر تمثل الكنيسة الكاثوليكية أو العالمية الحقة». عندما قدم اللوثريون عقيدة أوغسبورغ لتشارلز الخامس، الإمبراطور الروماني المقدس، قالوا إن «كل بند من بنود الإيمان والشعائر فيها متفق أولًا مع الكتاب المقدس، ثم مع تعاليم آباء الكنيسة ومجامعها».

## اللاهوت
آمن لوثر بأن الإنسان الذي سقط في الخطيئة ذو طبيعة فاسدة وهو غير قادر على الرجوع إلى حياة الطهارة أو حتى القيام بأعمال خيِّرة، لذا فأن الخلاص هو عطية إلهية مجانية، أي أن الإنسان لا يستطيع بلوغ البر ونيل الخلاص بإعماله مهما بلغ سموها فلا مكان إذا للاستحقاق الشخصي في عملية الخلاص فهو يعتمد فقط على استحقاقات دم المسيح الفادي والإيمان بها. ولكن هذه النعمة لا تمنح الإنسان القوة اللازمة للتجديد حيث يستمر المؤمن في حياته الإيمانية خاطئا ومبررا معا فهو مستور ببر المسيح.
وقد لخص لوثر اعتقاداته تلك في هذه العبارة "الإيمان فقط، النعمة فقط، الكتاب المقدس فقط."
ويعترف اللوثريون بقانون الإيمان النيقاوي ـ القسطنطيني، وبقانون إيمان الرسل.

## الممارسات التعبدية
تعتبر قراءة الكتاب المقدس أبرز مظاهر الاحتفالات الدينية في اللوثرية، فهو الكتاب الذي يحدد بسلطان حقائق الإيمان والأخلاق بالنسبة لللوثريين. ولا تعترف الكنائس اللوثرية من الأسرار المقدسة إلا بسري المعمودية وعشاء الرب، لأنهم يعتبرونها قد أسست بشكل واضح ومباشر من قبل المسيح.
يحتفل المؤمنون بعشاء الرب بتناول الخبز والخمر بانتظام، ولكن تختلف اللوثرية عن باقي المذاهب البروتستانتية في إيمانها بالحضور الحقيقي (لجسد الرب ودمه) مع وتحت أشكال الخبز والخمر، ولكنهم لا يؤمنون باعتقاد الكاثوليك والأرثوذكس بالتحول الجوهري في القربان المقدس.
واللوثرية كذلك تعتقد بالكهنوت العام المشترك لجميع المؤمنين بالمسيح، وترفض الكهنوت الخاص أو كهنوت الخدمة، فجميع أعضاء الكنيسة متساوون فيما بينهم ومتميزون عن بعضهم البعض بالوظيفة فقط.
ولا تعتقد اللوثرية بشفاعة القديسين معتبرين المسيح هو الشفيع الوحيد بين الإلوهة والبشرية. كما أن الكنيسة اللوثرية لا تصلي من أجل الموتى لعدم إيمانها بوجود المطهر.

## التنظيم

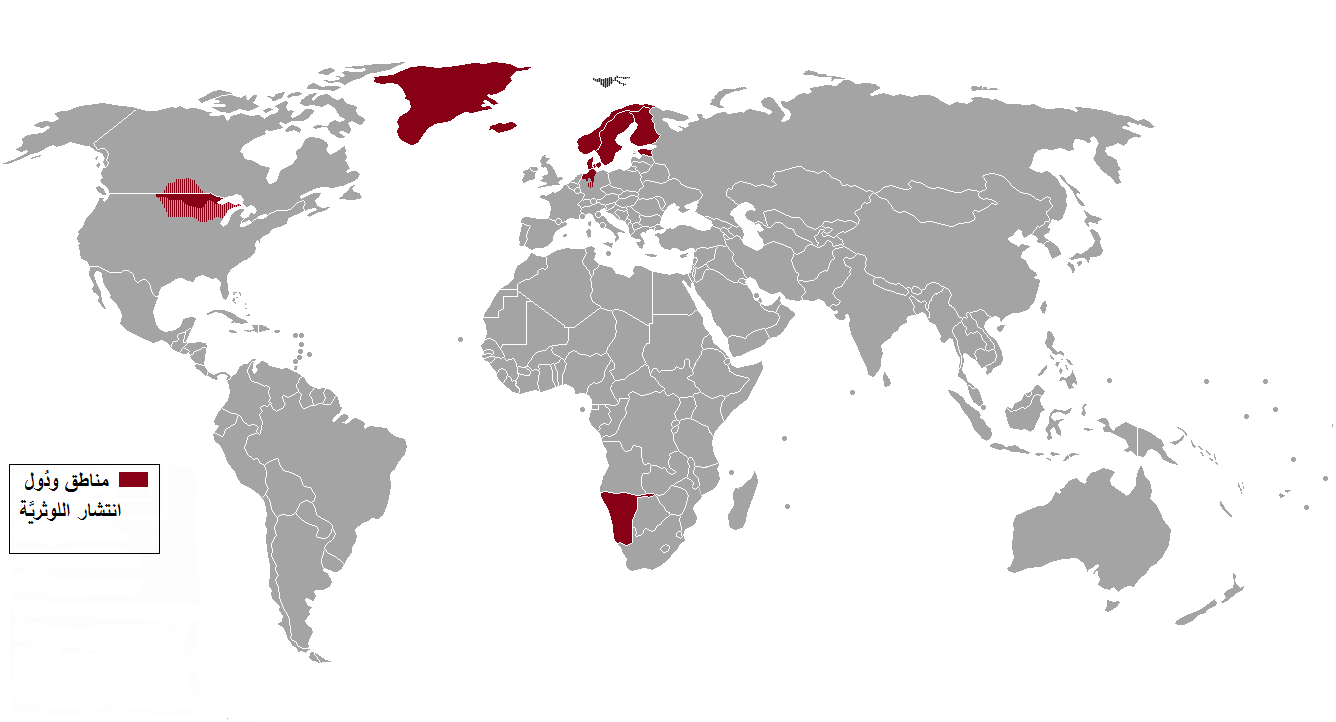
خارطة تظهر بلدان ذات غالبيَّة لوثريَّة

تشكلت الكنائس اللوثرية في أوروبا على أنها كنائس وطنية مرتبطة مع السلطة السياسية للدولة، أما في باقي أنحاء العالم فهي تَنْتَظِمُ على شكل جماعات دينية مستقلة تتميز في معظم الأحيان بنظامها الجمهوري أو المشيخي.
تجتمع أغلب الكنائس اللوثرية اليوم فيما يعرف بالإتحاد اللوثري العالمي the Lutheran World Federation.